# Jari Askins

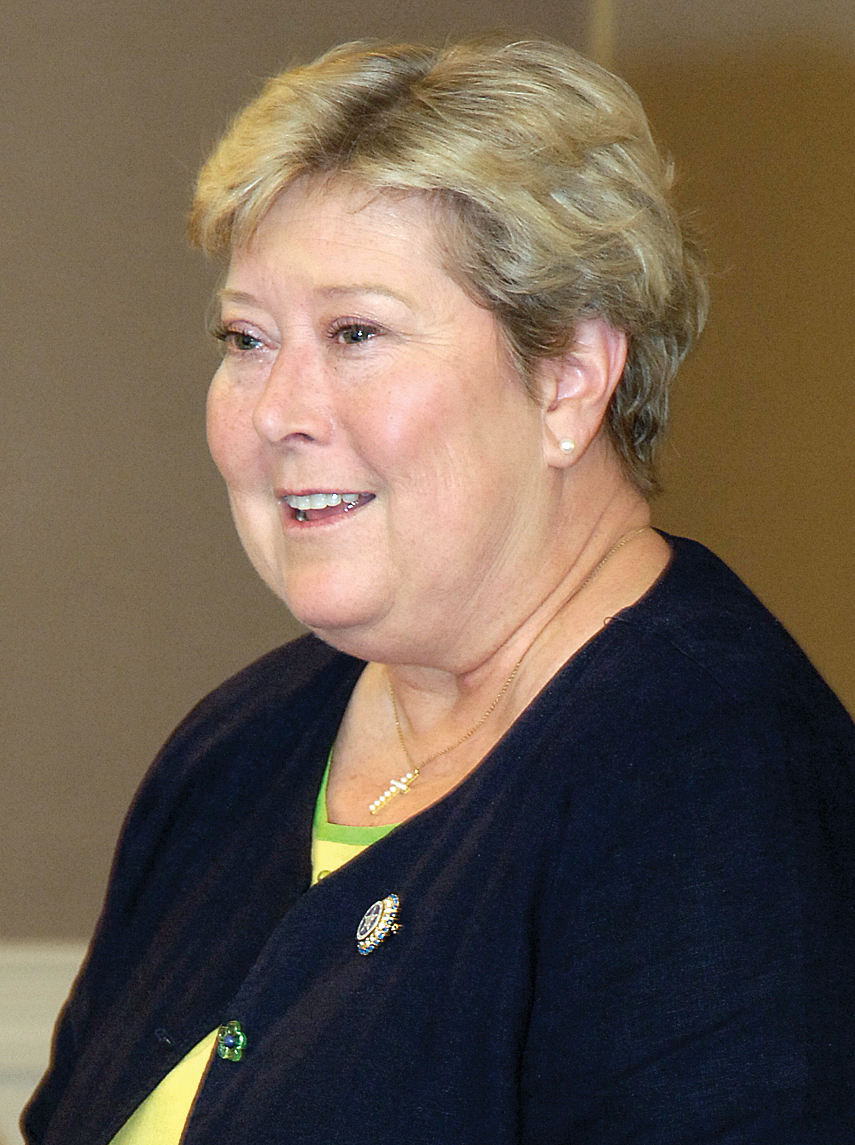
Jari Askins

Jari Askins (* 27. April 1953 in Duncan, Stephens County, Oklahoma) ist eine US-amerikanische Politikerin (Demokratische Partei) und war von 2007 bis 2011 Vizegouverneurin des Bundesstaates Oklahoma.

## Leben
Askins studierte Journalismus an der University of Oklahoma und erhielt dort 1975 einen B. A.-Abschluss. Danach besuchte sie das College of Law der Universität und erhielt 1980 ihren Juris Doctor.
1994 wurde Askins in das Repräsentantenhaus von Oklahoma gewählt, dem sie dann für zwölf Jahre angehörte. 2006 wurde sie zur Vizegouverneurin ihres Staates gewählt und trat ihr Amt Januar 2007 an. Bei der Gouverneurswahl 2010 kandidierte sie nicht mehr für dieses Amt, sondern war die demokratische Kandidatin für die Nachfolge des nicht mehr antretenden Gouverneurs Brad Henry. Sie setzte sich in der Primary der Demokraten gegen Drew Edmondson, dem Attorney General von Oklahoma, durch und unterlag sodann bei der Wahl der Republikanerin Mary Fallin, ihrer Vorgängerin im Amt des Vizegouverneurs.